# Molophilus (Molophilus) muggil
Molophilus (Molophilus) muggil is een tweevleugelige uit de familie steltmuggen (Limoniidae). De soort komt voor in het Australaziatisch gebied.